# Pardoes
Pardoes de Tovernar, vaak kortweg Pardoes genoemd, is de mascotte en een van de vele figuren in de Efteling. Hij werd in 1989 door Henny Knoet ontworpen. Voor die tijd had de Efteling geen mascotte in het park rondlopen. Sinds Pardoes er is, staat hij ook in de huisstijl van de Efteling. Rond Pardoes is in 2011 een tv-serie uitgezonden, De Magische Wereld van Pardoes. Sinds 2017 heeft het verhaal rondom Pardoes zijn eigen rijk in de Efteling: Fantasierijk, dat onder andere bestaat uit pannenkoekenrestaurant Polles Keuken en de attractie Symbolica.

## Verhaal

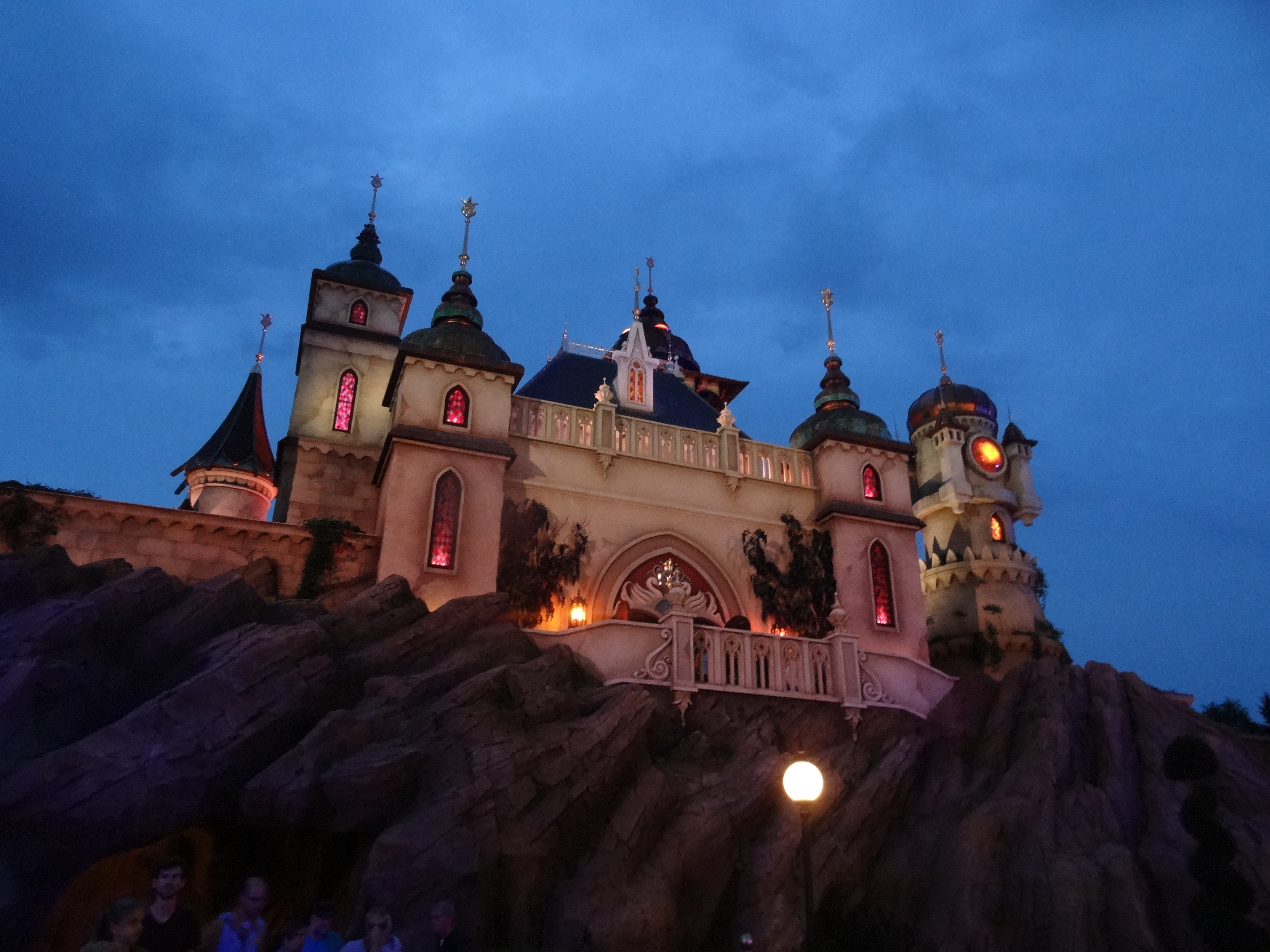
Paleis van koning Pardulfus, het decor van de attractie Symbolica

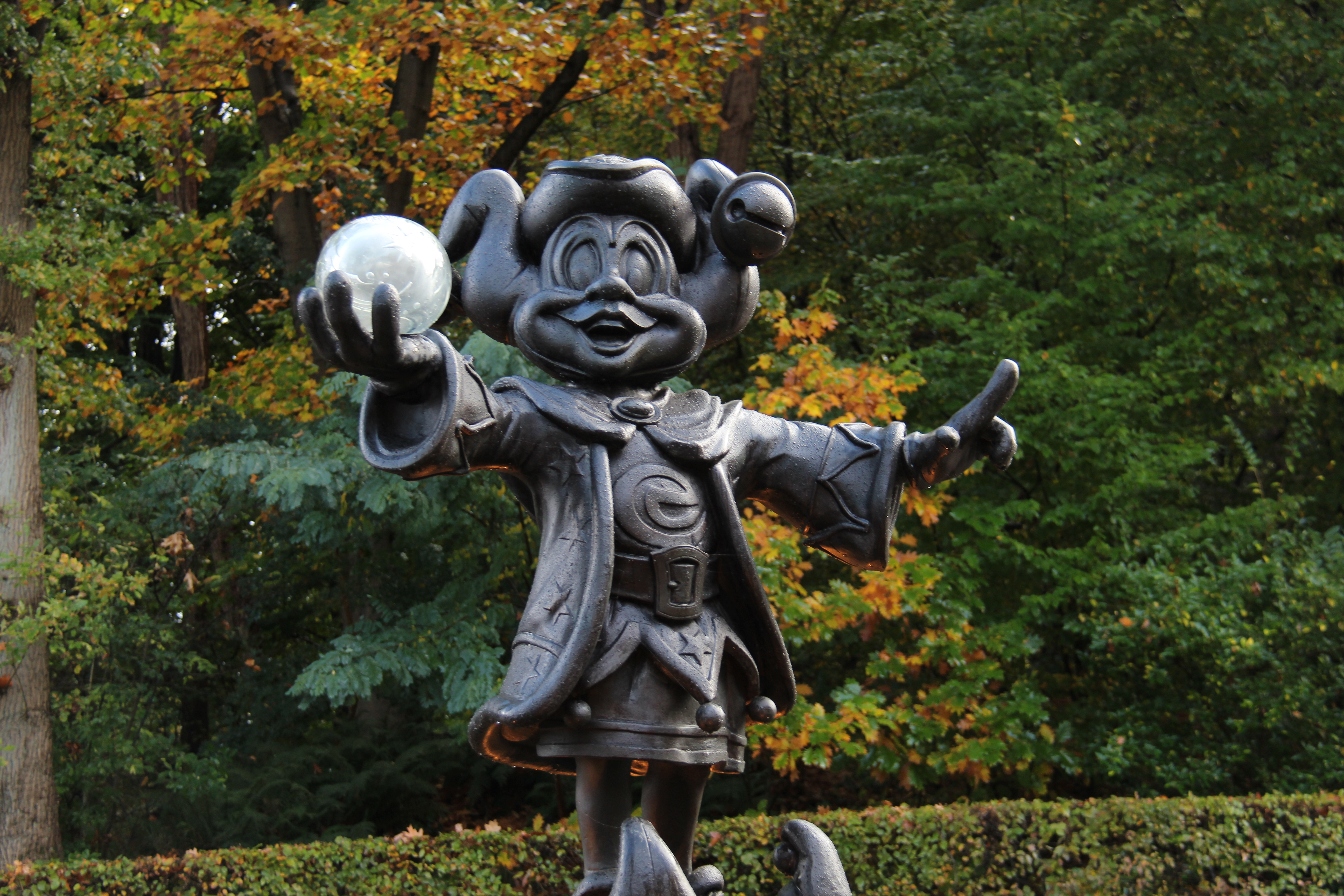
Standbeeld van Pardoes

Pardoes is een tovernar. Hij woont op de planeet Symbolica, het Rijk der Fantasie, waar hij een huisje heeft aan de rand van Hartenstad. De tovernar werd geboren op het bewoonde gebied van de Nevelwouden, maar verloor al op jonge leeftijd zijn ouders. Na de mysterieuze verdwijning van zijn ouders nam de adellijke fee Aliciana Pardoes onder haar hoede. Zij zag dat Pardoes magische gaven had, maar voelde ook duistere krachten. Om de krachten verder te ontwikkelen ging Pardoes naar de Toveracademie. Pardoes' magische krachten zijn zo sterk, dat Grootmagister Almar besluit hem op te leiden als zijn mogelijke opvolger. Pardoes is vaak te vinden in het Observatorium van Almar en kijkt graag in zijn boeken.
Hedendaags is hij de tovernar aan het Hartenhof, het paleis van koning Pardulfus en zijn dochter Pardijn. Hij draagt een paarse cape en een tovenaarshoed. Met zijn magische kristallen bol kan hij toveren, ook wel twinkelen genoemd. Pardoes is erg graag in het bijzijn van kroonprinses Pardijn. Magiër Pantagor is de grootste vijand van Pardoes en Grootmagister Almar. Pantagor werd als leerling van de Toveracademie verbannen van de planeet, omdat hij zich bezig hield met zwarte magie. Hij vertrok naar de planeet Zombor en wil uiteindelijk Symbolica veroveren. Pardoes is als uitverkorene de enige die de magie van Pantagor kan verslaan. 

### Personages
- Prinses Pardijn: Toekomstig koningin van Symbolica en vriendin van Pardoes.
- Koning Pardulfus Carando Domerano: De koning van Symbolica.
- Grootmagister Almar: Leraar van Pardoes en adviseur van koning Pardulfus.
- Magister Syntaxis: Grootvader van Pardoes.
- Aliciana: Peettante van Pardoes en apotheker.
- Lakei Olivier Jujubes Punctuel: Secretaris protocollair van koning Pardulfus.
- Polle: Koksjongen van Hartenhof en vriend van Pardoes.
- Pantagor: Grootste vijand van Pardoes en Almar.
- Rattar: Dienaar van Pantagor.

## Pardoes in de Efteling
- In 1990 had Pardoes een kleine rol in 'De Grote Russische Show' in het tenttheater.
- In 1992 kreeg Pardoes wederom een rol in de 'Efteling Zomerijsshow'.
- In 1994 werd het achtergrondverhaal van Pardoes voor het eerst aan het publiek vertoond in de show 'Showtime met Pardoes'.
- In 2001 was de mascotte te zien in de schaatsshow 'Efteling on Ice'.
- Van 2002 tot 2003 kreeg Pardoes zijn eigen show in het Efteling Theater, "Pardoes en het Kinder Winter Wonderfeest".
- Van 2002 tot 2004 was Pardoes te zien met een goochelact in de "Wonderlijke Efteling Show".
- In de Winter Efteling van 2005 en 2006 had Pardoes een rol in "Sneeuwpop-pop".
- In de Winter Efteling van 2006 en 2007 was Pardoes te zien in de show 'Vrouw Holle laat het Sneeuwen..'
- In de Winter Efteling van 2008 en 2009 was Pardoes te zien in de show 'Midwinternachtsdroom'

Door het centrum van de Efteling loopt de Pardoes Promenade. Dit pad verbindt het Dwarrelplein met het plein voor Symbolica. De bouw van het Paleis der Fantasie startte op 11 januari 2016 en opende op 1 juli 2017. Met een kostprijs van 35 miljoen euro is dit de duurste Eftelingattractie in de geschiedenis van het sprookjespark. De stem van Pardoes in de attractie werd ingesproken door Joey van der Velden. Pardoes komt in diverse scenes als Animatronic voor in Symbolica. Ook lopen Pardoes en Pardijn rond in het park als live-entertainment.  
Daarnaast verleent Pardoes zijn naam aan een vakantieverblijf in Kaatsheuvel voor ernstig, mogelijk levensbedreigend zieke kinderen. Samen met hun ouders, broertjes en zusjes beleven zij in Villa Pardoes een week lang gratis een vakantie.

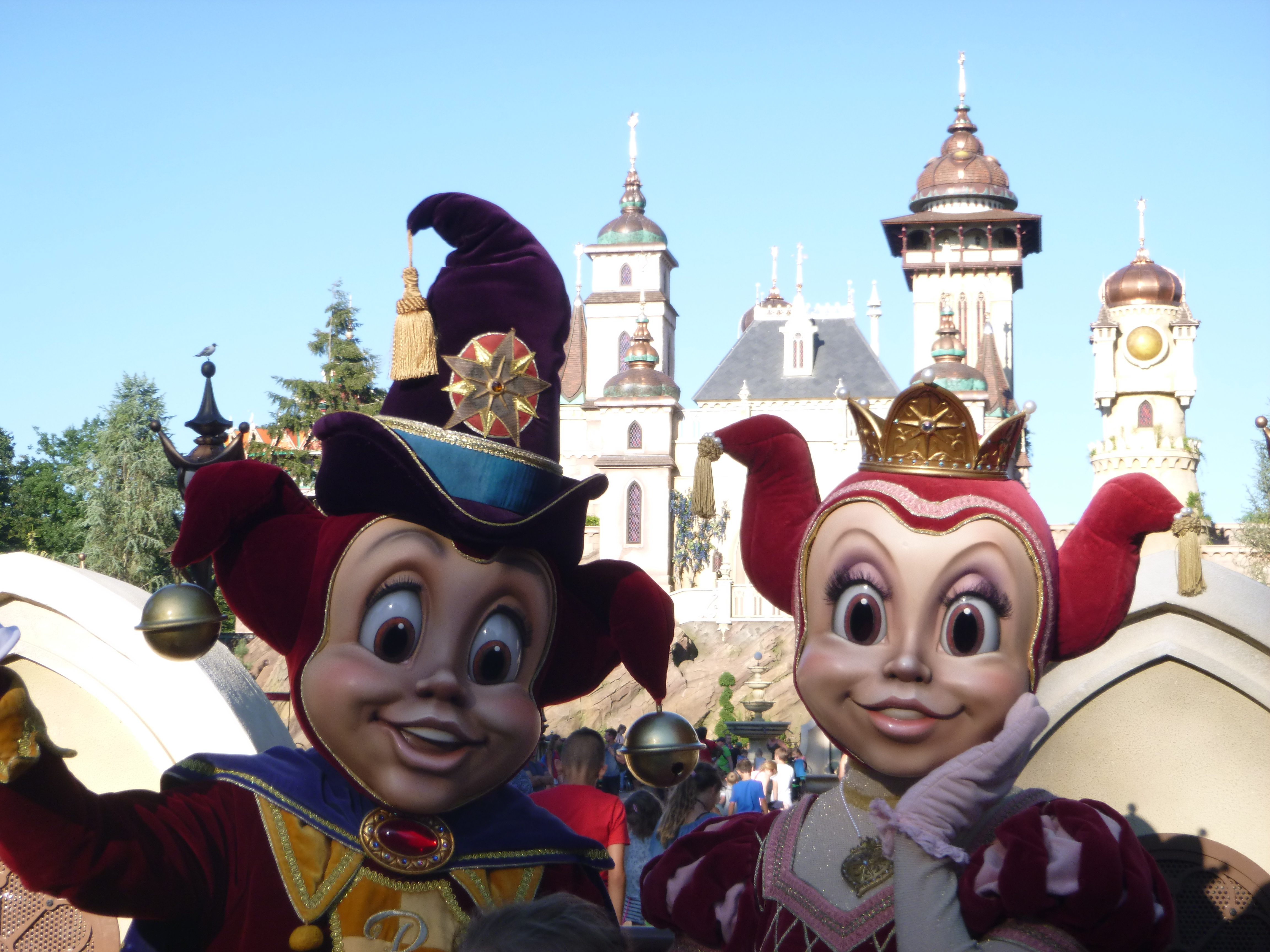
Pardoes en Pardijn
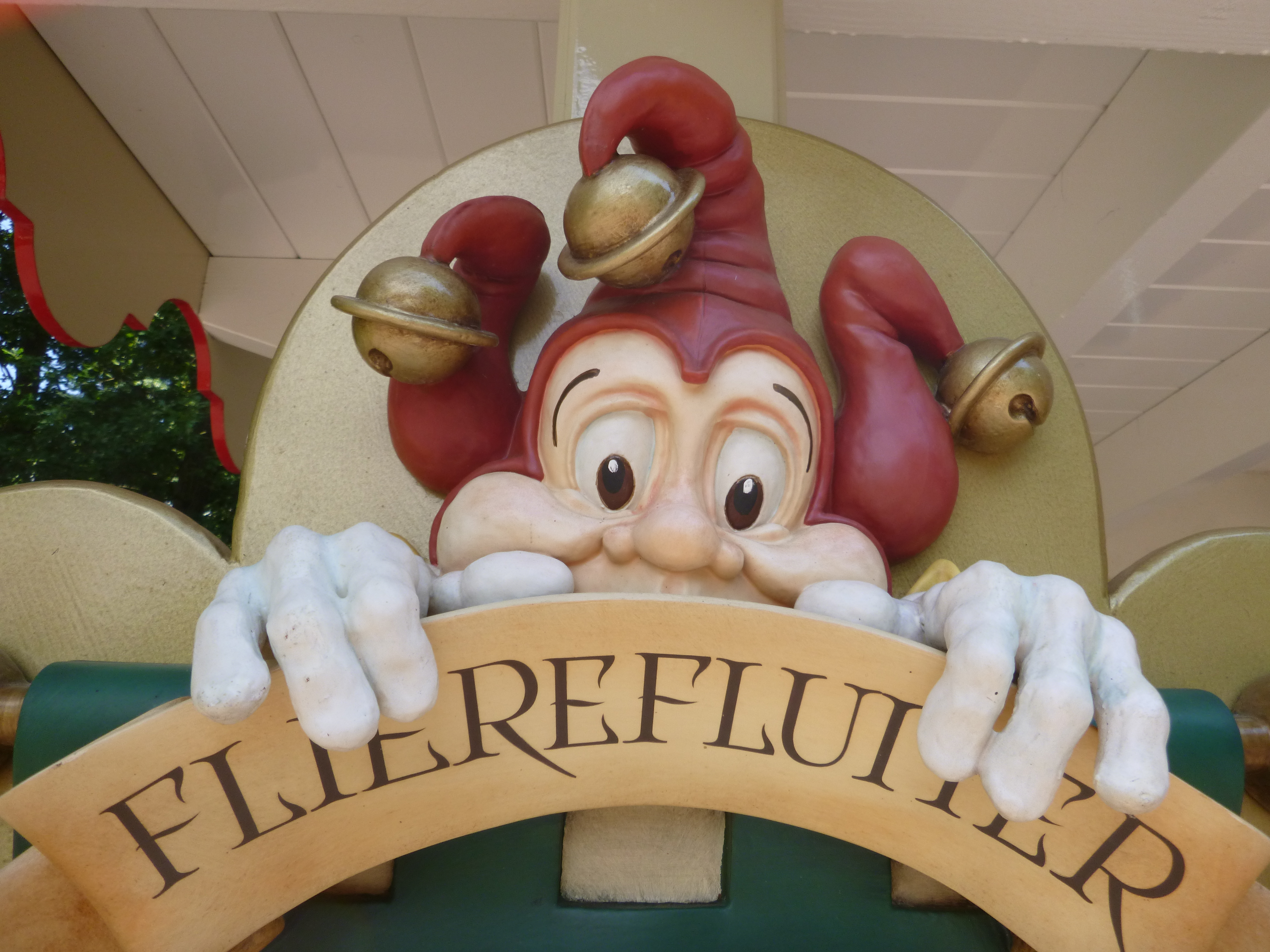
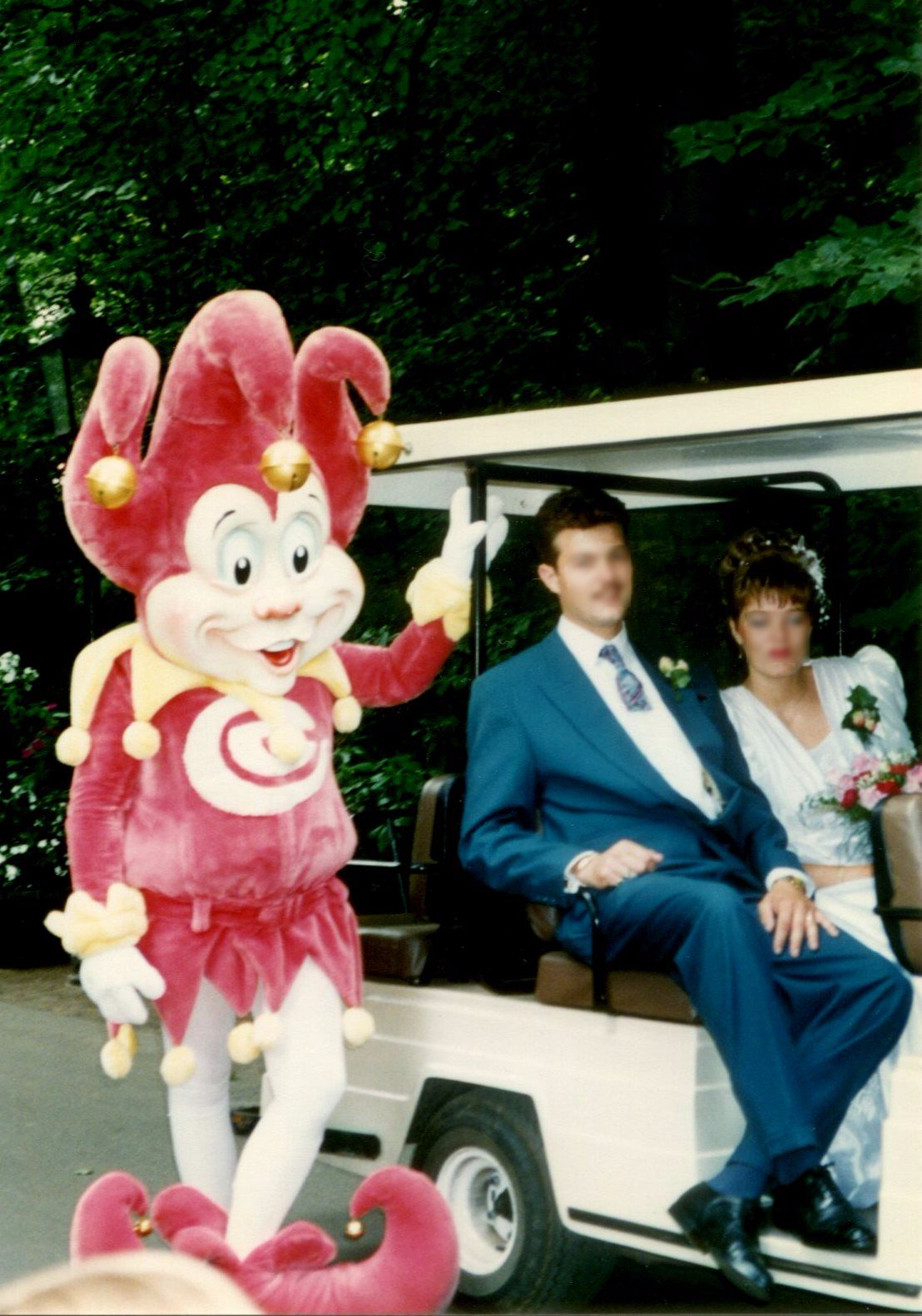
Pardoes (1994)

## Televisieserie
De Magische Wereld van Pardoes is een tv-serie van 13 afleveringen van elk 20 minuten. In deze serie moet Pardoes de elf toetsen doen en daarmee Pantagor verslaan. Alleen Pardoes kan Pantagor verslaan omdat hij de uitverkorene is. Bij de elf toetsen krijgt hij de hulp van prinses Pardijn op wie Pardoes stiekem verliefd is.

## Videogames
- Een Wonderlijk Avontuur met Pardoes de Tovernar
- Een Spel-, Kleur- en Luisteravontuur met Pardoes de Tovernar

## Boeken
- Efteling Sprookjesboekjes
- Pardoes en de Grote Bosgriezel
- Pardoes en de Bange Boeven
- Pardoes en het Verboden Sprookje
- Pardoes en de Verdwenen Formule
- Pardoes en de Grote Bosgriezel
- Pardoes en het Tinkelende, Twinkelende Wondergeluid
- De Magische Wereld van Pardoes

Lijst van attracties in de Efteling · Lijst van sprookjes in de Efteling · Afbeeldingen